# صحيفة الملاعب
الملاعب صحيفة رياضية سورية أسبوعية تصدر عن مجموعة علكوش التجارية صباح كل يوم ثلاثاء بـ 16 صفحة بقطع أصغر من القطع النصفي بقليل.
أثناء الدوري السوري تصدر الصحيفة مرة ثانية في الأسبوع يوم السبت بقطع أصغر قليلاً من إصدار الثلاثاء كي تقوم بتغطية أخباره ولذلك فإن إصدار السبت غالباً ما يتوقف بانتهاء الدوري.
تقوم الصحيفة أحياناً بإصدار ملحق أثناء دوري كرة القدم أو السلة.

## تاريخ الصحيفة
في 1 آذار عام 2002 صدر العدد الأول منها .

## سمات الصحيفة
تهتم الصحيفة بالأخبار بالدرجة الأولى بنسبة 45%.
تحتل الأخبار الرياضية المحلية أولوية النشر فيها حيث تنشر في صفحات متقدمة وتخصص لها مساحات أكبر.
تبلغ نسبة الأحاديث الصحفية فيها 11%، وتركز في معظمها على المسؤولين في الأندية الرياضية ونادراً ما تنشر أحاديث مع اللاعبين.
تهتم الصحيفة بأخبار كرة القدم بنسبة 71%، وبأخبار كرة الطائرة بنسبة 11%، وبالسباقات بنسبة 5%، وبالتالي فإنها تركز على الرياضات الشعبية وتهمل الرياضات الأخرى.
تهتم الصحيفة بالأحداث الرياضية المحلية بنسبة 54% ، وتفرد صفحتين للأحداث الرياضية العالمية، بينما يلاحظ أنها فقيرة بالموضوعات التي تتناول أحداث عربية وإقليمية.
تبلغ نسبة الصور الشخصية في هذه الصحيفة 48%، مقابل 31% للصور الموضوعية، بالإضافة إلى بعض الكاريكاتير والرسوم البيانية.
تكثر الصحيفة من نشر الصور المفعمة بالحركة.
46% من الموضوعات التي تنشرها الصحيفة مجهولة المصدر، بينما 33% مصدرها مراسلو الصحيفة في المحافظات، والباقي يكتبه العاملون في مقر الصحيفة.